# یوزف ونتوس
یوزف ونتوس (چکی: Josef Věntus; ۱۷ فوریهٔ ۱۹۳۱ – دسامبر ۲۰۰۱) قایقران روئینگ اهل چکسلواکی بود.
وی در مسابقات کشوری و بین‌المللی در مجموع برندهٔ ۱ مدال طلا، ۴ مدال برنز شده‌است.